# Médaille Benemerenti
La médaille Benemerenti est une décoration instituée par le Saint-Siège, destinée à être remise aux personnes qui ont rendu de longs et éminents services à l’Église catholique, à leur famille et à la collectivité.

## Histoire
La médaille Benemerenti (en italien : Bien méritant) d'aujourd'hui remonte à diverses traditions de médailles papales appelées "Benemerenti" ou "Bene Merenti", qui ont été attribués pour les mérites civiles et militaires. En 1891, elles furent combinées par Léon XIII pour créer une distinction permanente.
Elle est ordinairement décernée aux membres de la garde suisse pontificale après trois années de bon service.

## Insigne et ruban
La version actuelle de la médaille Benemerenti a été conçue par le pape Paul VI. La médaille est une croix grecque en or. Au milieu se trouve Christ avec la main levée en signe de bénédiction. Sur le bras gauche de la croix se trouve une tiare papale et les clefs de Saint Pierre. Sur le bras droit se trouvent les armoiries papales. 
La médaille est suspendue à un ruban jaune et blanc : les couleurs de la papauté.
La médaille est portée sur le côté gauche de la poitrine.

## Liste de récipiendaires
- Raoul de Vexiau (1841-1929), homme politique français de la Vendée, catholique et royaliste ; zouave pontifical (1861-1862).
- Alphonse-Joseph van Steenkiste (1849-1919), gentilhomme du pape Léon XIII, comte par bref pontifical d'avril 1882, chevalier de l'ordre de Saint-Sylvestre ou de la Milice dorée, décoré de la Croix de Mentana et de la médaille Benemerenti.
- Augustin Numa D'Albiousse[réf. souhaitée] (1831-1911), comte romain héréditaire (1887), né à Uzès le 2 septembre 1831. Commandant (major) des Zouaves pontificaux (1860-1870), lieutenant colonel de la Légion des volontaires de l'Ouest (1870-1871). Chevalier de Saint Louis (1899, Décerné par le comte de Chambord, héritier des rois de France devenu grand maître de l'ordre. Décoration normalement plus décernée depuis 1830), De pie IX (1867) et St-Grégoire-le-Grand (1861). Décoré des médailles de Crimée (1856), commémorative de la campagne d'Italie (1859), de la valeur militaire de Sardaigne, croix de Mentana (1867) et Benemerenti.

## Images

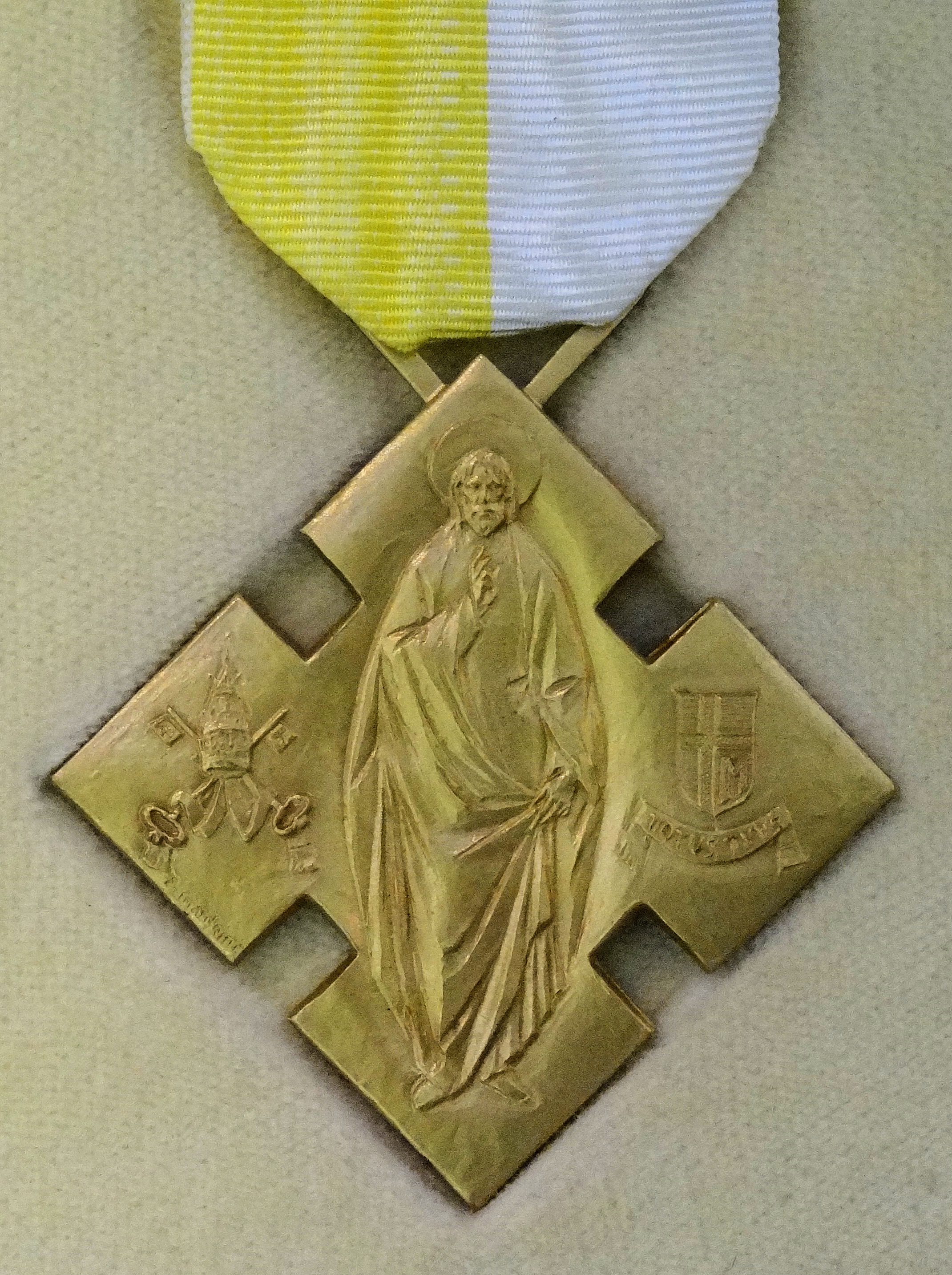
Avers de la médaille Benemerenti (1984).
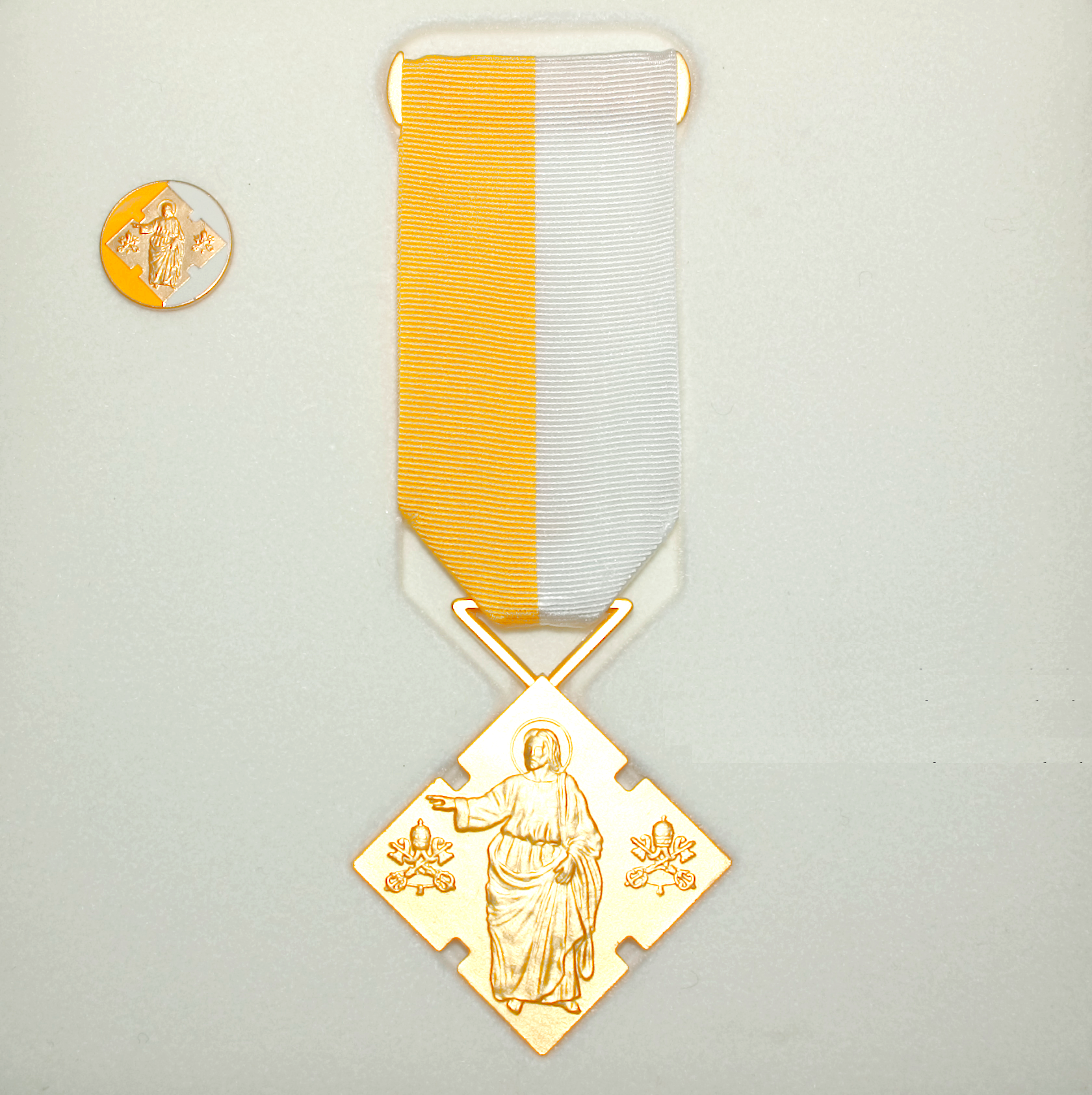
Avers de la médaille Benemerenti (2009).
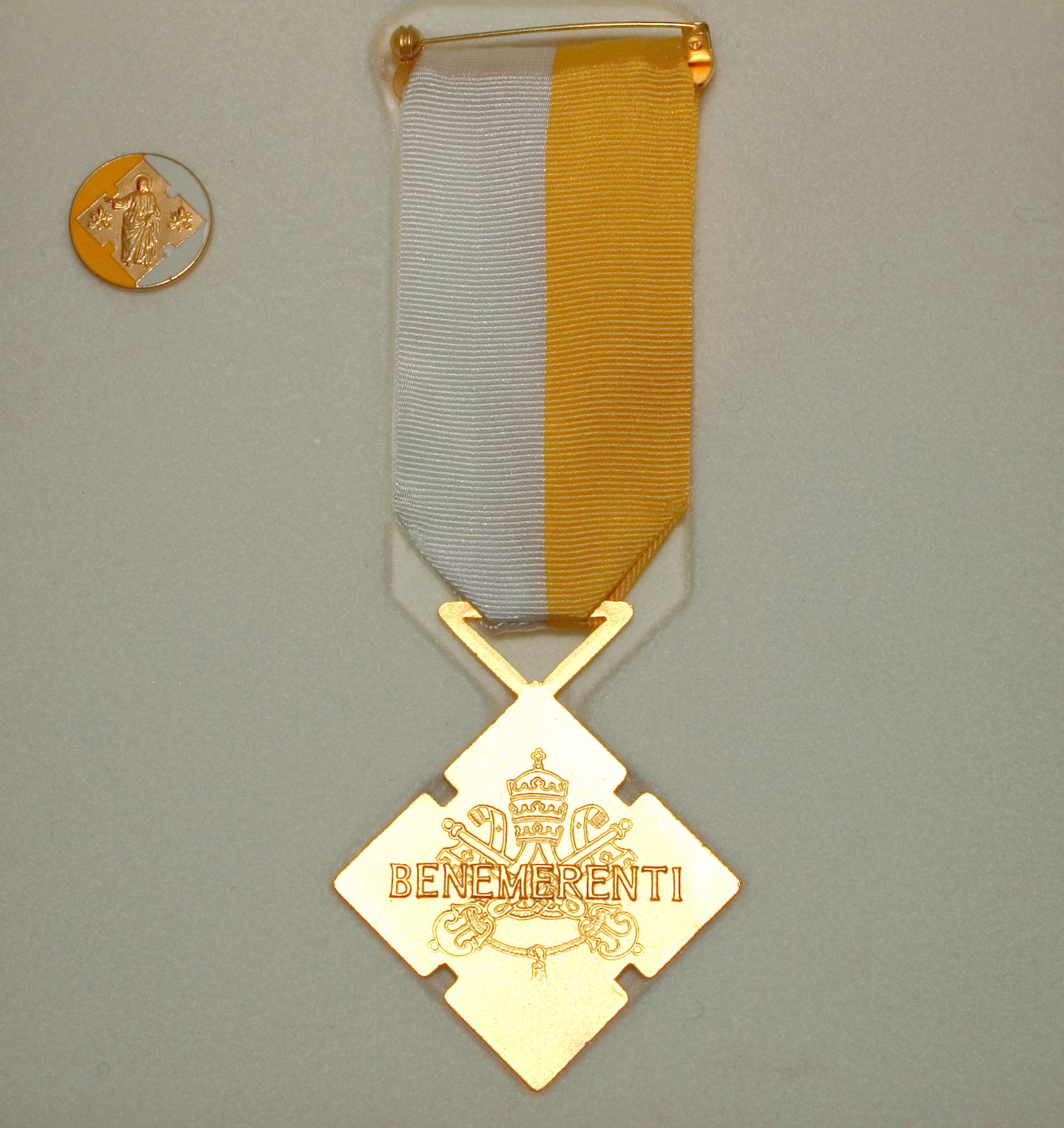
Revers de la médaille Benemerenti (2009).
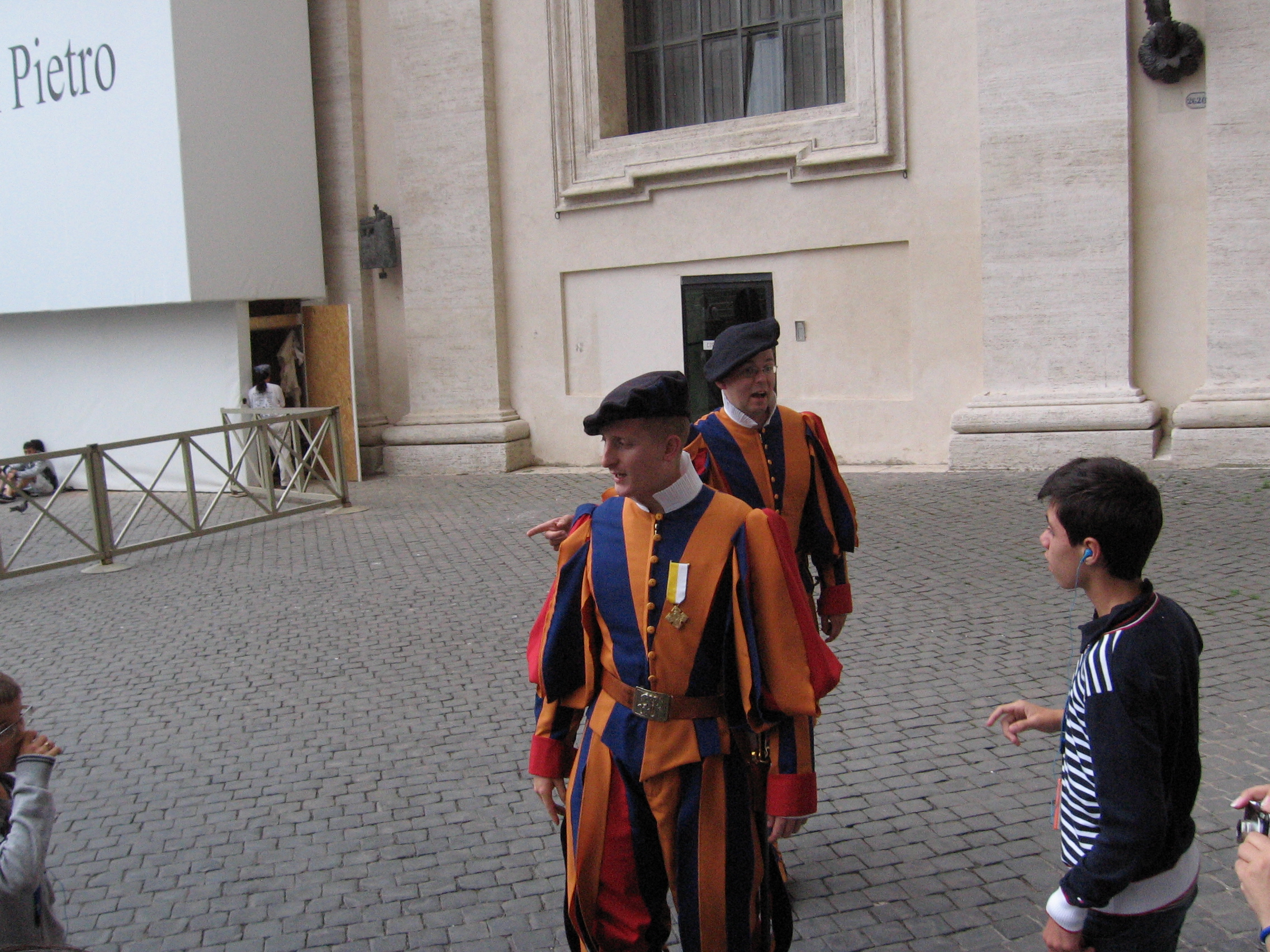
Garde suisse pontificale avec la médaille Benemerenti.